# Frankie Albert
Frank Cullen Albert, detto Frankie (Chicago, 27 gennaio 1920 – Palo Alto, 5 settembre 2002), è stato un allenatore di football americano e giocatore di football americano statunitense che ha militato nel ruolo di quarterback per tutta la carriera con i San Francisco 49ers nella All-America Football Conference (AAFC) e nella National Football League (NFL). Al college giocò a football all'Università di Stanford venendo premiato come All-American.

## Carriera
Dopo la laurea Albert servì nella Marina nella Seconda guerra mondiale per quattro anni. Nel Draft NFL 1942 i Chicago Bears lo scelsero come decimo assoluto. Dopo esser giocato come quarterback per i Los Angeles Bulldogs della Pacific Coast Football League nel 1945, iniziò la sua carriera da All-Pro coi San Francisco 49ers della All-American Football Conference nel 1946. Giocò sette stagioni coi Niners ed è accreditato per avere inventato la giocata chiamata "bootleg", in cui il quarterback finge di consegnare il pallone a un compagno e poi corre con il pallone nascosto sulle costole. Nel 1948 fu nominato miglior giocatore della AAFC, condividendo il premio con Otto Graham. Nelle ultime due stagioni della carriera competé per il ruolo di titolare con Y.A. Tittle. Nel 1950, Albert fu convocato per il Pro Bowl quando i 49ers confluirono nella National Football League. Si ritirò dopo la stagione 1952.
Albert dal 1956 al 1958 fu il capo-allenatore dei Niners, compilando un record di 19-16-1.

## Palmarès
- Convocazioni al Pro Bowl: 1

1950
- MVP della AAFC: 1

1948 (condiviso con Otto Graham)
- Second-Team All-AAFC: 3

1946, 1947, 1949
- College Football Hall of Fame (classe del 1956)